# كاغذي (سمام)
کاغذي (بالفارسية: کاغذی) هي قرية تقع في إيران في غيلان. يقدر عدد سكانها بـ 20 نسمة بحسب إحصاء 2016.